# João V de Bretanha
João V, o Sábio (em bretão: Yann V ar Fur, em francês: Jean V le Sage; Vannes, 24 de dezembro de 1389 — Nantes, 28 de agosto de 1442) foi duque de Bretanha, conde de Montfort, e conde titular de Richmond, de 1399 até sua morte. Era filho do duque João V, Duque da Bretanha e sua esposa, Joana de Navarra.

## Vida
João VI nasceu em 24 de dezembro de 1389, em Vannes. Tornou-se duque da Bretanha, em 1399, quando ainda era menor de idade após a morte de seu pai, João IV. Sua mãe, Joana de Navarra, atuou como regente na parte inicial de seu reinado.
Ao contrário de seu pai, João V herdou o ducado em paz, ou assim que a Guerra da Sucessão Bretã e conquistas militares de João IV, na Bretanha foram prometidas. No entanto, os rivais de seu pai no ducado, os Pentheiveres, continuaram a conspirar contra ele. Além disso, João teve de garantir a paz do ducado durante um período instável culminando na invasão de Henrique V de Inglaterra na França.

### Início de carreira
Tornou-se duque com dez anos e começou o seu reinado sob a tutela do duque de Borgonha, Filipe, o Audaz, que estava devastando as proximidades de Jersey e Guernsey. Fez as pazes com o rei Carlos VI, cuja filha, Joana de França, ele se casou. Também se reconciliou com o poderoso magnata Olivier de Clisson, anteriormente um inimigo de seu pai. Em 1404, ele derrotou uma força francesa perto de Brest. Um conflito potencial com Clisson foi evitado pela morte deste último.

Bretanha mostrada nos territórios inglês, c. 1415

Quando Henrique V invadiu a França, João inicialmente era aliado dos franceses. No entanto, ele perdeu a Batalha de Azincourt. A confusão, no rescaldo da batalha lhe permitiu aproveitar Saint-Malo que tinha sido anexada pelos franceses. Ele, então, adotou uma política de alternar entre as duas partes, inglesa e francesa. Assinou o Tratado de Troyes, que fez Henrique V herdeiro da França, mas ele permitiu que seu irmão Artur de Richemont a lutar pelos franceses. Artur foi preso pelos ingleses.

### Abdução pelos Condes de Penthièvre
Os Condes de Penthièvre tinham perdido a Guerra de Sucessão Bretã (1341-1364) em que haviam reivindicado o título ducal da Bretanha a partir do avô de João, João de Montfort. A guerra terminou em 1364 em uma vitória militar para seu pai, em que o requerente Penthièvre, Carlos de Blois, morreu. Sua viúva, Joana, Condessa de Penthièvre, foi forçada a assinar o Tratado de Guérande que concluiu o conflito. O tratado afirmava que os Penthièvres aceitavam o direito dos Monforts ao ducado, mas se eles não conseguissem produzir um herdeiro masculino o ducado se reverteria aos Penthièvres.
Apesar da perda militar e diplomática do tratado, os condes de Penthièvre não haviam renunciado a suas reivindicações ducais diretas à Bretanha e continuaram a persegui-las. Em 1420 eles convidaram João VI para um festival realizado em Châtonceaux. João veio e foi detido. O conde e a condessa de Penthièvre em seguida, espalharam boatos sobre sua morte e o levou a uma nova prisão a cada dia. Sua esposa, Joana de França, apelou a todos os barões da Bretanha para responderem. Eles cercaram todos os castelos da família Penthièvre um por um.[carece de fontes?]
Joana acabou com a crise apreendendo a condessa viúva de Penthièvre, Margarida de Clisson, forçando-na a libertar o duque. Após a liberação, a cidadela de Châtonceaux foi completamente destruída e seu nome alterado para Champtoceaux. Como resultado desta prisão falha, em 1420 os herdeiros de Joana, condessa de Penthièvre renderam Penthièvre para o Duque. Isto encerrou os assuntos do Tratado de Guérande que foi feito para favorecer Joana e seus herdeiros. Os Monforts declararam que o tratado tinha sido quebrado, e assim agora eles estavam deixando de ser obrigados a render o ducado aos Penthièvres sob seus termos. Isso garantiu que Ana da Bretanha sucedesse ao ducado posteriormente.

### Últimos anos

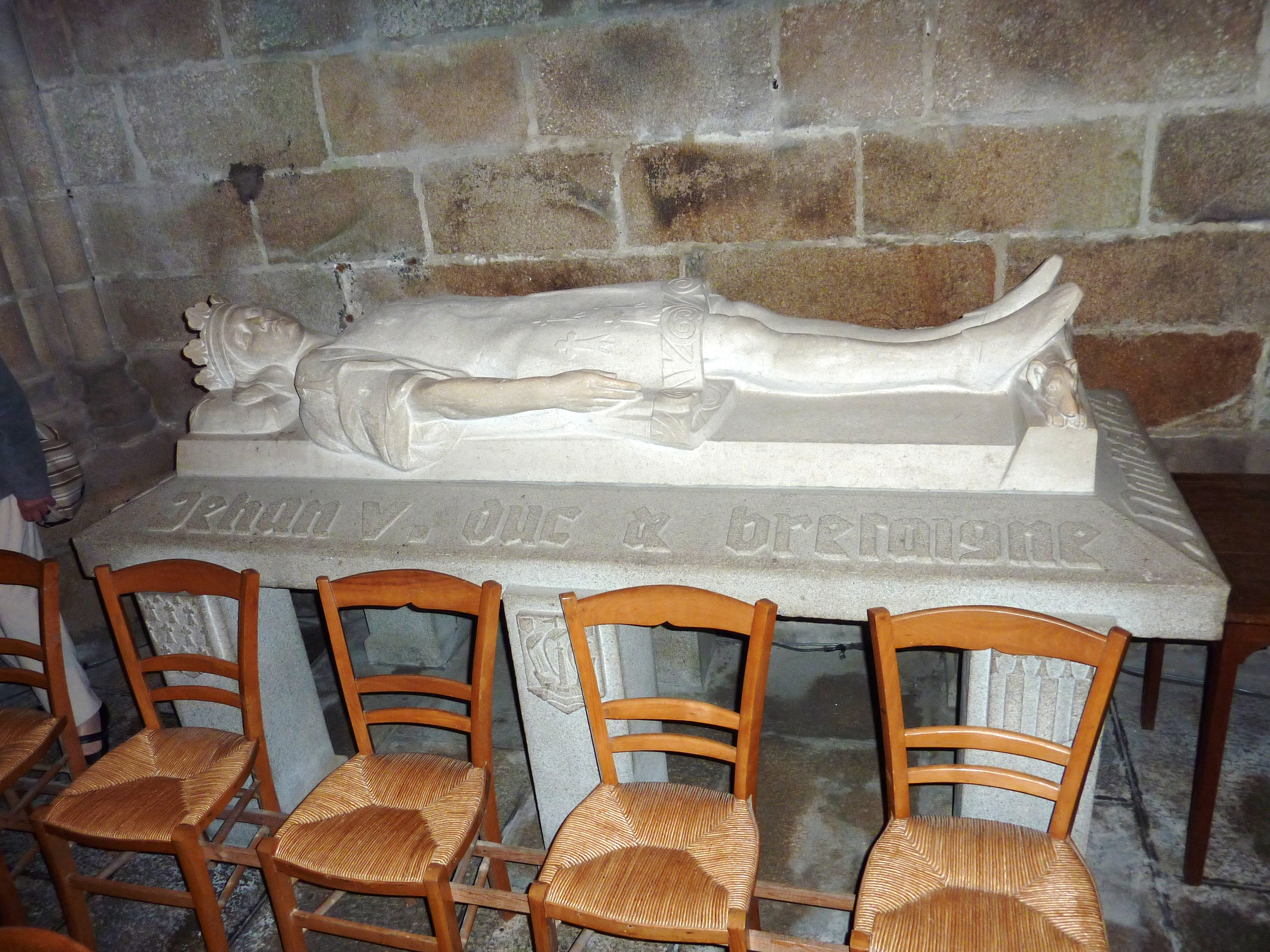
Efígie de João VI na catedral de Tréguier.

Enquanto capturado pelos inglês, João II, Duque de Alençon tinha vendido seu feudo de Fougères a João VI, a fim de elevar o resgate por sua libertação. Depois da libertação de Alençon, suas tentativas para recuperar seus territórios levaram a um conflito. João cercou a fortaleza de Alençon em Pouancé em 1432. Artur de Richemont, seu irmão, que o acompanhava, o induziu a fazer a paz.
Trabalhando com o Bispo Jean de Malestroit, começou a construção de uma nova catedral de Nantes, colocando a primeira pedra no lugar em abril de 1434.
Ele morreu em 29 de agosto 1442, no Manoir de la Touche, de propriedade do bispo de Nantes.
Uma estátua de policromia do duque está na capela de Saint-Fiacre em Faouët. Seu túmulo na catedral de Tréguier foi destruído. Foi substituído por um novo, no século XX.

## Sucessão
João V morreu em 1442 e foi sucedido por seu filho mais velho, Francisco, como duque de Bretanha.

## Família
João V se casou com Joana de França, filha de Carlos VI, o Louco e sua esposa, Isabel da Baviera. Por ela, ele teve sete filhos:
- Ana (1409 – morta depois de 1415);
- Isabel, Condessa de Laval (1411 – 1442, Auray), casou-se com Redon, em 1430, com Guy XIV, Conde de Laval (m. 1486);
- Margarida (1412–1421);
- Francisco I, Duque da Bretanha (1412–1421);
- Catarina (1416 – morta depois de 1421);
- Pedro II, Duque de Bretanha (1418–1457);
- Gilles da Bretanha (1420–1450), Senhor de Chantocé.